# Американские горки (фильм)
«Америка́нские го́рки» (англ. Switchback) — американский кинофильм, сценарий к которому написал Джеб Стюарт, который также спродюсировал и срежиссировал фильм.

## Сюжет
Агент ФБР Фрэнк Лэкросс (Деннис Куэйд) розыскивал неуловимого серийного убийцу, но когда убийца похитил маленького сына Лэкросса, Энди, он был отстранён от расследования начальником, понимающим, что произошедшее помешает Фрэнку здраво рассуждать и объективно вести расследование. Теперь Фрэнк более чем когда-либо настроен на поимку убийцы, и он объединяется с полицейским из провинции, чтобы продолжить расследование. Тем временем путешествующий автостопом Лен Диксон (Джаред Лето) садится в машину к приветливому бродяге Бобу Гудолу (Дэнни Гловер).
Как выясняется позже, Боб и является тем самым серийным убийцей. Он заманивает Лэкросса в поезд, чтобы сразиться ним. Боб повторяет Фрэнку, что тот должен убить его прежде, чем тот сможет найти своего сына. Фрэнк не может удержать Боба в поезде, тот со смехом падает на заснеженный горный склон и внезапно оказывается проколот веткой упавшего дерева, которая его убивает.
Фрэнк очень расстроен тем, что упустил шанс узнать, где находится его сын, но раненый Лен, который до того молчал потому, что Боб повредил ему горло во время схватки с Лэкроссом, вспоминает, что Боб дал ему ключ к разгадке местонахождения мальчика, пока они ехали в одной машине. Он выхватывает из кармана полицейского ручку и пишет адрес на полу поезда. Позже по этому адресу Фрэнк находит своего сына.

## В ролях
| Актёр              | Роль                         |
| ------------------ | ---------------------------- |
| Дэнни Гловер       | Боб Гудолл                   |
| Джаред Лето        | Лен Диксон                   |
| Деннис Куэйд       | агент ФБР Фрэнк Лэкросс      |
| Тед Ливайн         | помощник шерифа Нэйт Брэйден |
| Клаудия Стеделин   | приходящая няня Мисси        |
| Орвилл Стобер      | Гектор Сальдес               |
| Мэгги Розуэлл      | Фэй                          |
| Эллисон Смит       | Бэкки                        |
| Хулио Оскар Мечосо | Хорхе Мартинес               |
| Кэвин Куни         | Грант Монтгомери             |